# Seppo Mattinen
Seppo Mattinen, född 21 januari 1930 i Helsingfors, död 13 januari 2022, var en nordisk konstnär och grafiker. 

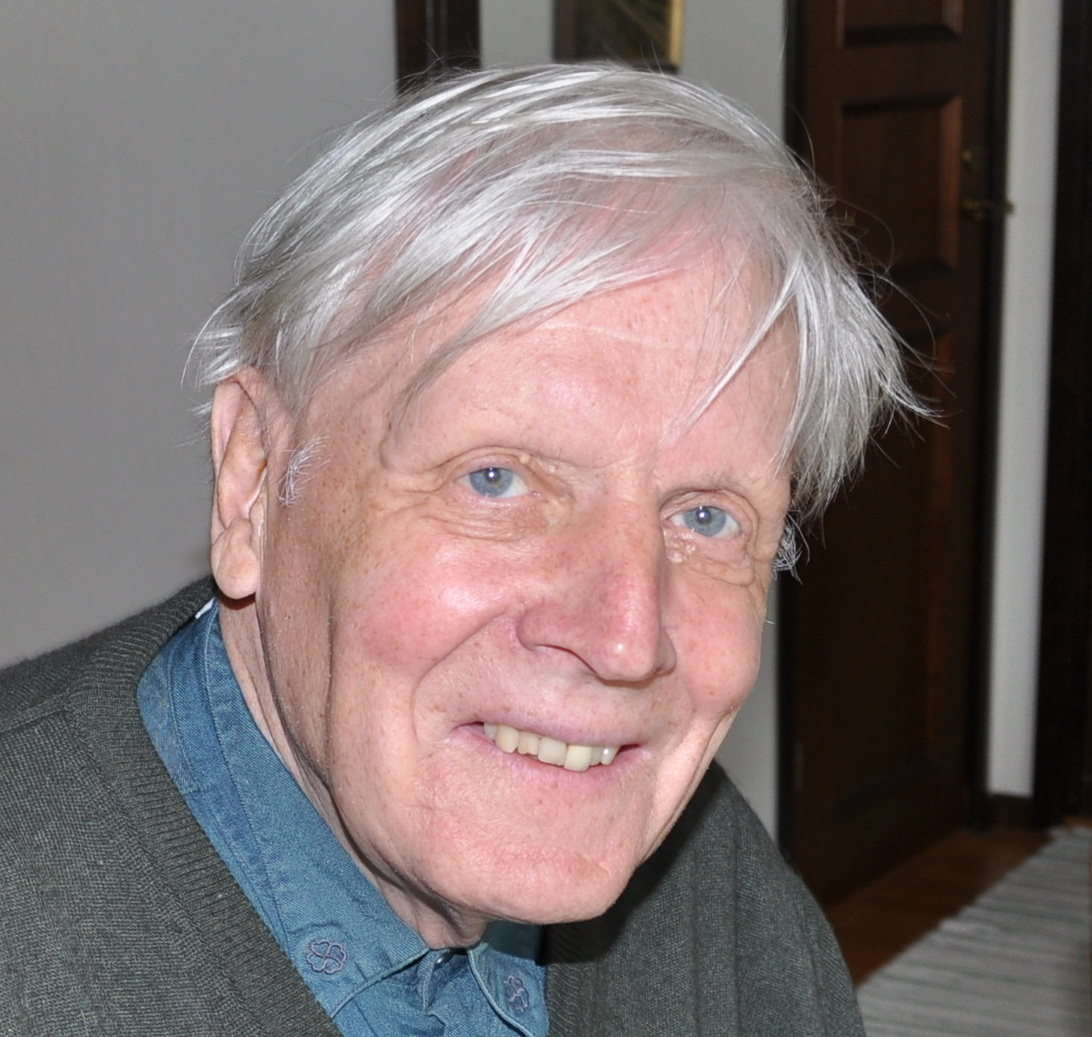
Seppo Mattinen, Göteborg 25/8 2011

Mattinen är son till direktör Pietari Mattinen och Kirsti Sylvia Nysten. Han studerade först konst och konsthantverk vid Konstindustriella läroverket i Helsingfors. 1949-1950 vistades han i Paris och flyttade därefter till Göteborg, där han fortsatte sin utbildning vid Slöjdföreningens skola samt vid Hovedskous målarskola. I sitt äktenskap med Gunilla Hulthe (1951-1965) föddes tre barn, varav ett nådde vuxen ålder. 1954 antogs Mattinen vid Det Kongelige Danske Kunstakademi och året därpå flyttade familjen till Köpenhamn. Debuten i Danmark skedde i Kunstnernes Efterårsudstilling 1955. Hans konst består av oljemålningar, men också figurkompositioner, interiörer och stilleben utförda i form av träsnitt och andra grafiska tekniker. Det danska postverket återgav en av hans tavlor som konstfrimärke 2007. Han tilldelades Eckersbergs medalj 1985 och det Statliga Danska konstnärsstödet 1991. Han var medlem i konstnärsgruppen Grønningen. Han var sedan 1985 bosatt i Rom, men tillbringade ofta vintrarna i Köpenhamn, där han sista tiden vårdades av sin andra hustru, Cecilia Jakobsen.
Mattinen är representerad vid Statens Museum for Kunst, Statens Kunstfond, Malmö museum, Finlands Nationalgalleri i Helsingfors, Museet för samtidskonst i Tampere, Museum Sønderjylland i Tønder, Gyllenbergs samlingar, Victoria and Albert Museum i London, British Museum i London, Oregon State University och Moderna museet i Stockholm.

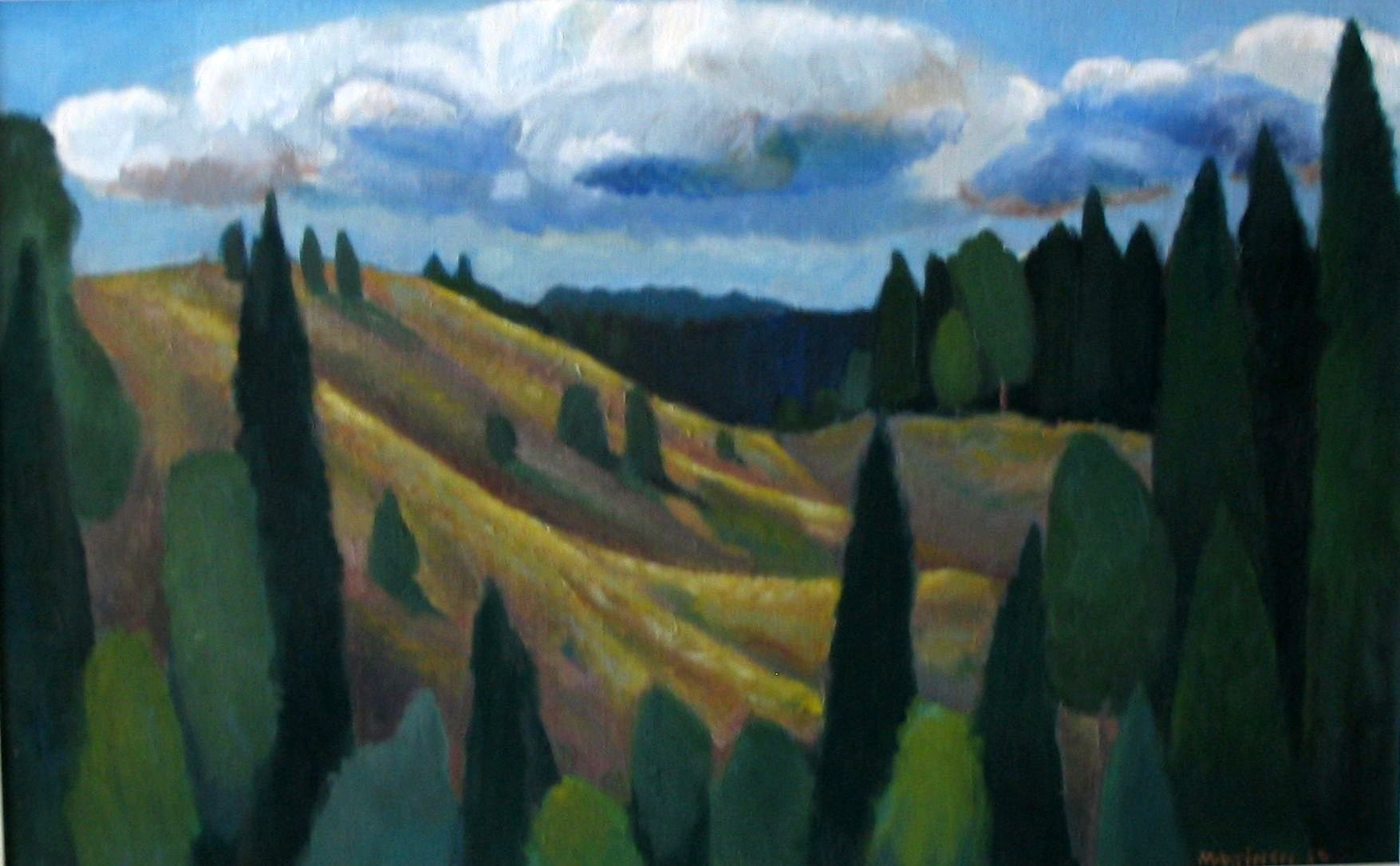
Friluftsmålning 1958, Småland